# Marie Nicole Diédhiou
Marie Nicole Diédhiou (ur. 4 sierpnia 1979) – senegalska zapaśniczka walcząca w stylu wolnym. Zajęła piętnaste miejsce na mistrzostwach świata w 2002. Srebrna medalistka igrzysk afrykańskich w 1999 i brązowa w 2003. Mistrzyni Afryki w 1998, 2000 i 2001 i trzecia w 1997 roku.